# 小石城 (愛荷華州)
小石城（英語：Little Rock）是一個位於美國愛荷華州萊昂縣的城市。

## 地理
小石城的座標為43°26′33″N 95°53′02″W / 43.44250°N 95.88389°W，而該地的平均海拔高度為454米（即1490英尺）。

## 人口
根據2010年美國人口普查的數據，小石城的面積為2.07平方千米，當中陸地面積為2.07平方千米，而水域面積為0.00平方千米。當地共有人口459人，而人口密度為每平方千米221人。